# موراد مورادیان (سیاستمدار)
موراد ساهاکی مورادیان (Մուրադ Սահակի Մուրադյան؛ زادهٔ ۴ اوت ۱۹۵۷) یک سیاستمدار اهل ارمنستان است که از تاریخ ۲۰ مه ۲۰۰۰ تا تاریخ ژوئیه ۲۰۰۱ در دولت آندرانیک مارگاریان سمت وزیر محیط زیست ارمنستان را بر عهده داشت. مورادیان  تاریخ تا تاریخ سمت نمایندگی دوره‌های دوم، پنجم و ششم مجلس ملی جمهوری ارمنستان را برعهده داشت.

## زندگی‌نامه
در ۴ اوت ۱۹۵۷ در روستای موسی‌لر، اچمیادزین به دنیا آمد و از دانشگاه دولتی اقتصاد ارمنستان فارغ‌التحصیل شد. 